# Thaing
Thaing (birmanês:  သိုင်း; pronunciado [θáiɴ]; lit. combate total) é um termo birmanês usado para classificar os sistemas marciais tradicionais da antiga Birmânia (ou Mianmar). 
As formas de thaing incluem o bando, lethwei, banshay e naban. Foi a partir do thaing que as diversas artes marciais internas e ramificações desportivas (min zin), a yoga birmanesa (yoga bando), o sistema do monge (pongyi thaing) e versões desportivas do thaing (kickboxing bando, cardio lethwei e aka artística) foram derivadas.

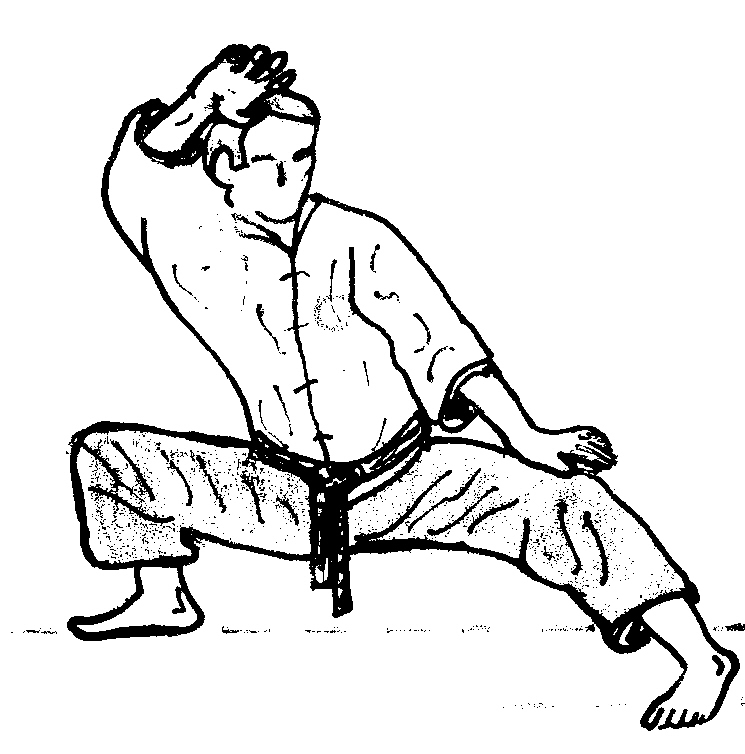
Técnica baseada na pantera

Havia inicialmente nove formas de thaing, correspondentes aos principais grupos étnicos da Birmânia. Estes são os birmaneses, indianos, chineses, chins, kachins, karens, mons, talaings e shans. Embora essa multidão tenha sido amplamente desgastada atualmente, ainda há pequenas diferenças na forma como o thaing é praticado em diferentes regiões. Nas áreas do Norte Shan por exemplo, é conhecido como thaing shan. O tradicional estilo nantwin birmanês (estilo real) foi mantido em segredo entre os profissionais que escolhem os seus alunos com muito cuidado.

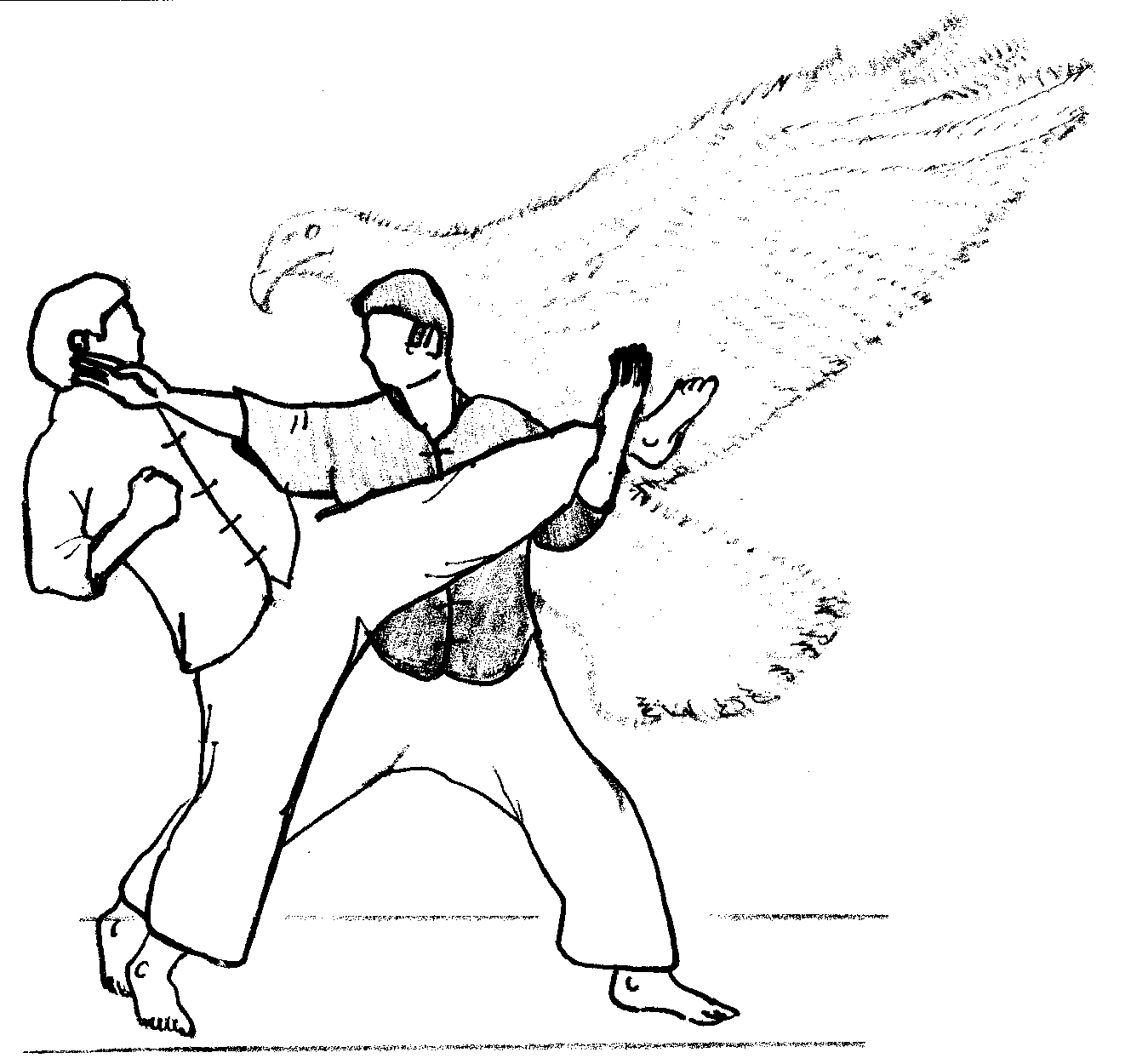
Defesa da águia

Há também uma técnica conhecida como thaing byaungbyan (forma invertida do thaing), que tornou-se conhecido entre o público. U Maung Lay atavés de seus alunos, criou muitos bons praticantes desta técnica.